# Pàixino (Mordòvia)
|  | Per a altres significats, vegeu «Pàixino». |

Pàixino (en rus: Пашино) és un poble (un possiólok) deshabitat de la República de Mordòvia, a Rússia, segons el cens del 2010 no tenia cap habitant, pertany al municipi d'Atiàixevo.